# 元容王后
元容王后（원용왕후，?—?）柳氏，是高丽王朝宗室敬章太子的女兒，也是高麗顯宗王詢的王后。
元容王后的祖父是高麗戴宗王旭，顯宗四年（1012年）五月，顯宗王詢納柳氏為妃，死後謚號元容王后。

## 家族
- 父：敬章太子
- 夫：高麗顯宗王詢